# Dejan Perić

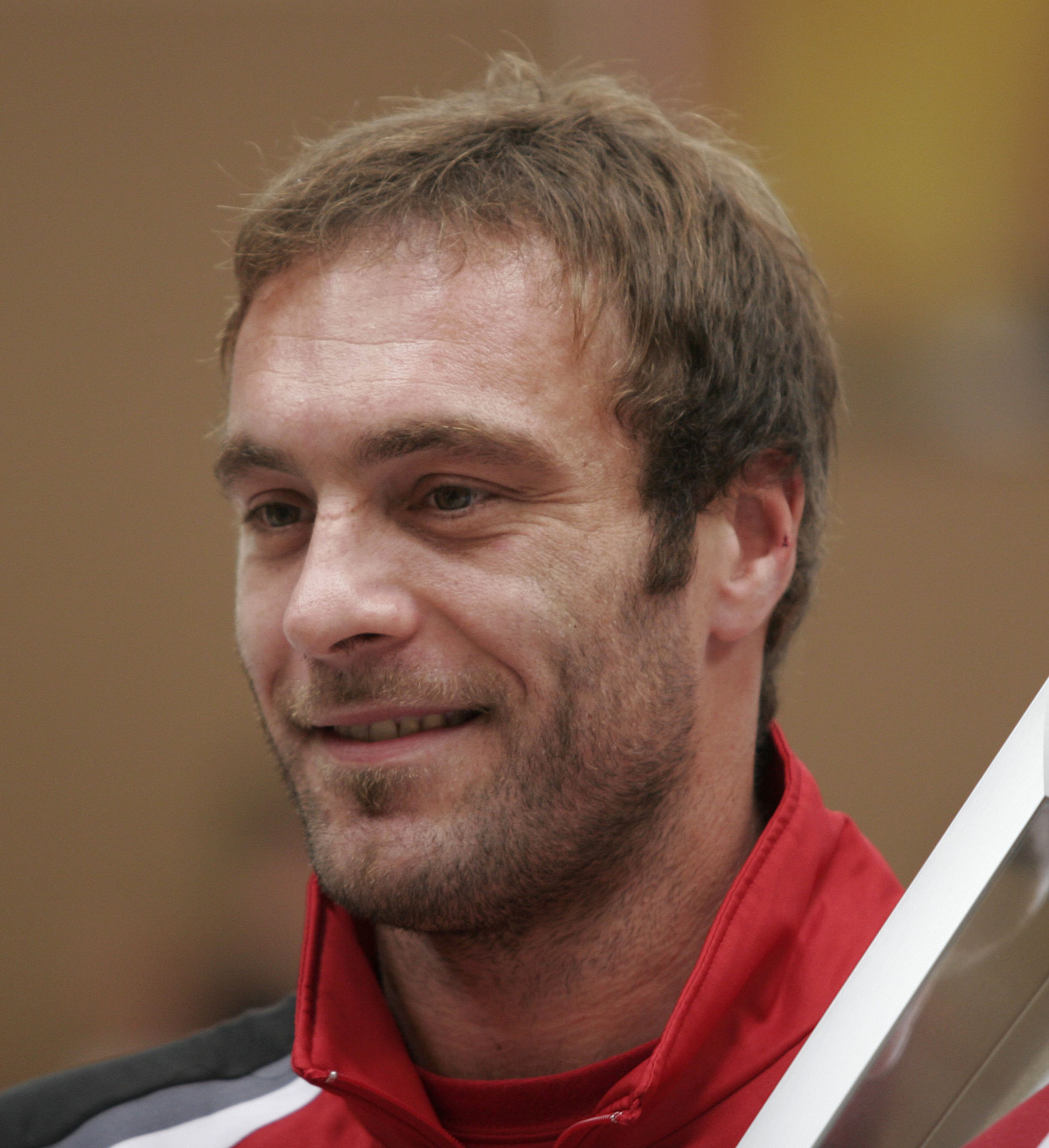
Dejan Perić, 2007.

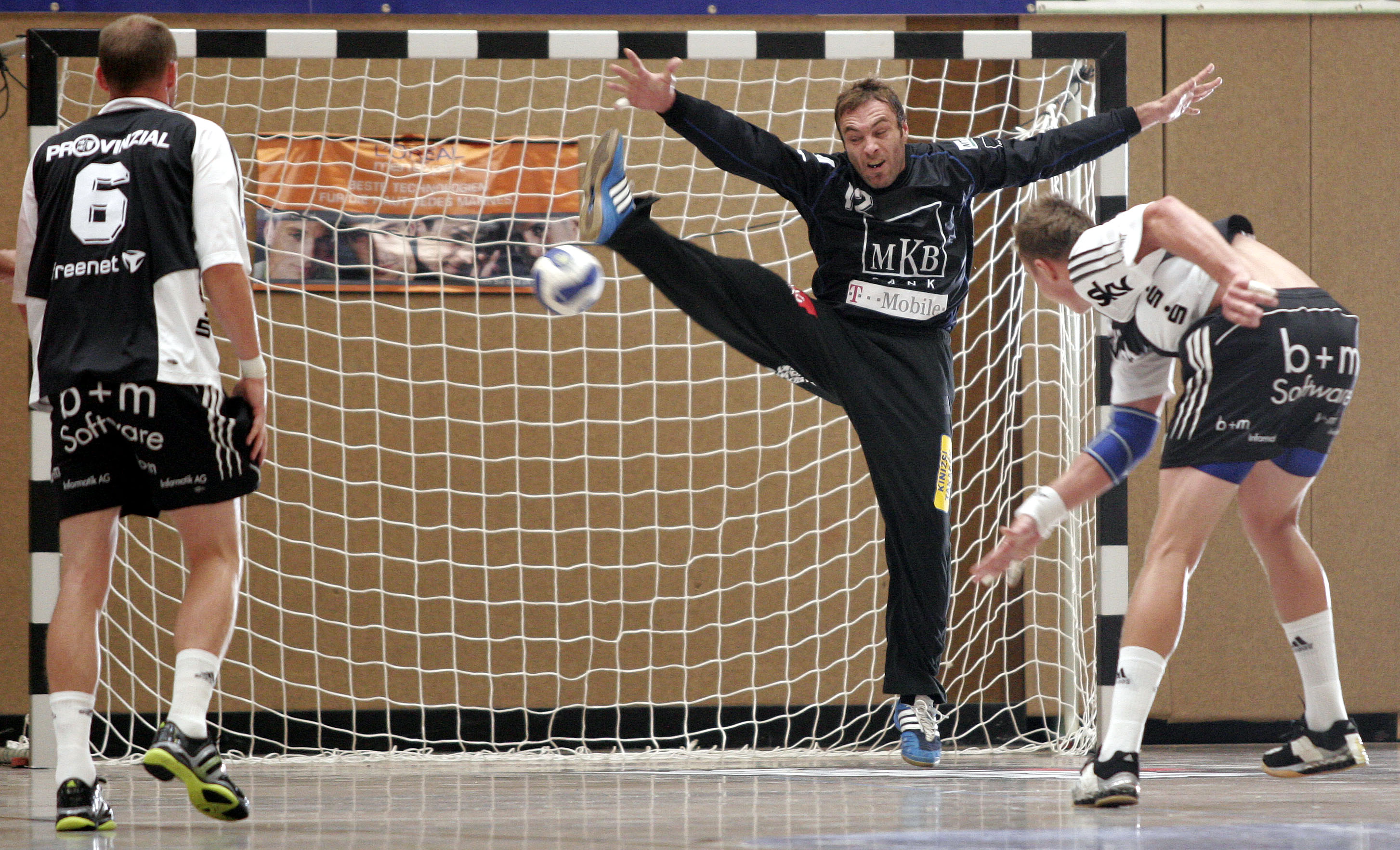
Dejan Perić med Veszprém KC, 2007.

Dejan Perić, född 22 september 1970 i Bečej, Serbien, SFR Jugoslavien, är en serbisk före detta handbollmålvakt.

## Klubbar
- Röda stjärnan Belgrad (1986–1992)
- BM Atlético de Madrid (1992–1994)
- SD Teucro (1994–1995)
- RK Celje (1995–2004)
- FC Barcelona (2004–2006)
- Veszprém KC (2006–2011)
- RK Celje (2011–2013)